# Song to Song
Song to Song is een Amerikaanse film uit 2017, geschreven en geregisseerd door Terrence Malick. De film ging in première op 10 maart op het South by Southwest Film Festival.

## Verhaal
Met de muziekscene in Texas op de achtergrond zijn twee koppels op zoek naar succes in een landschap van rock-'n-roll. Enerzijds zijn er de twee worstelende liedjesschrijvers Faye (Rooney Mara) en BV (Ryan Gosling) en anderzijds de muziekmagnaat Cook (Michael Fassbender) en de serveerster (Nathalie Portman) die hij probeert te versieren.

## Rolverdeling
| Acteur              | Personage |
| ------------------- | --------- |
| Ryan Gosling        | BV        |
| Michael Fassbender  | Cook      |
| Rooney Mara         | Faye      |
| Natalie Portman     |           |
| Christian Bale      |           |
| Cate Blanchett      | Amanda    |
| Haley Bennett       |           |
| Val Kilmer          |           |
| Benicio del Toro    |           |
| Clifton Collins jr. |           |
| Holly Hunter        |           |
| Angela Bettis       | Angela    |
| Bérénice Marlohe    |           |
| Florence Welch      | Florence  |
| Lykke Li            |           |
| Patti Smith         | zichzelf  |
| Tom Sturridge       | Tom       |
| Iggy Pop            |           |
| Arcade Fire         |           |

## Productie
In november 2011 werd aangekondigd dat Ryan Gosling, Christian Bale, Cate Blanchett, Rooney Mara enHaley Bennett gecast waren voor de film. De geplande filmtitel was Lawless maar Malick wijzigde later de naam omdat die reeds gebruikt werd door John Hillcoat in zijn film in 2012. De filmopnamen gingen van start in september 2012 in Austin (Texas).